# Saved from the Torrents
Saved from the Torrents er en amerikansk stumfilm fra 1911.

## Medvirkende
- Francis X. Bushman - Arthur Chester
- Dorothy Phillips - Katie Carrington
- Bryant Washburn - Jack Carrington